# Kuala Besut

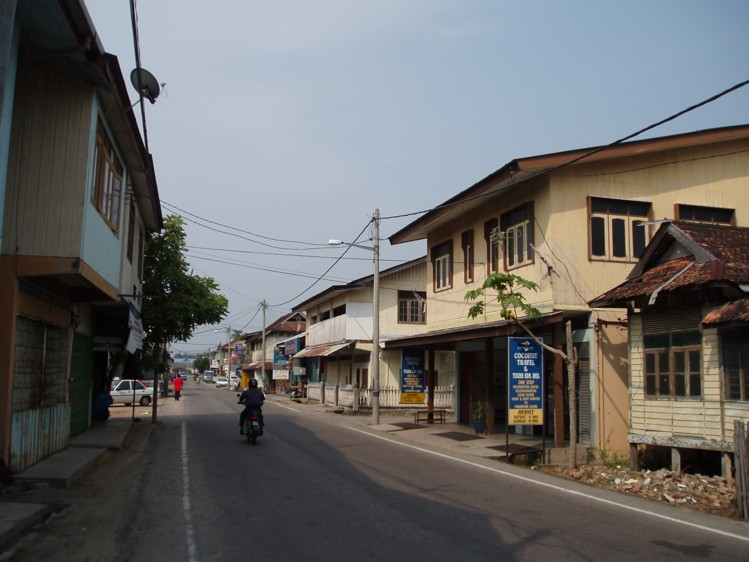
Kuala Besut

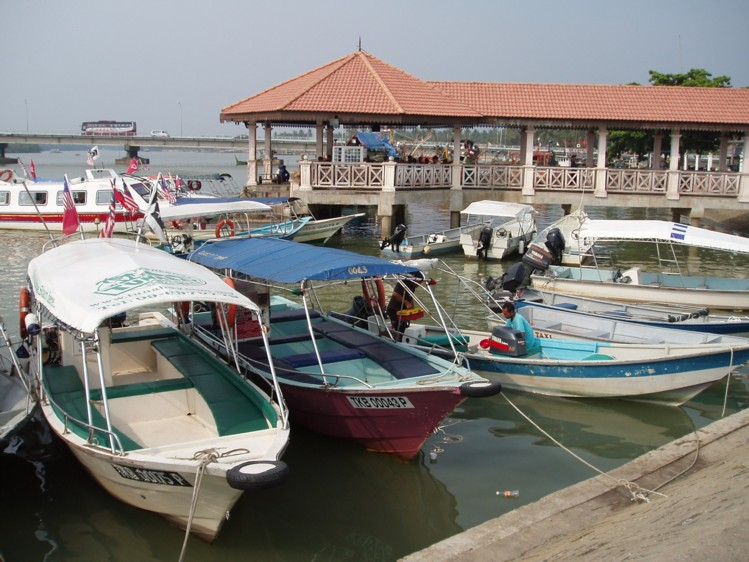
port w Kuala Besut

Kuala Besut – niewielkie miasteczko rybackie w Malezji, w prowincji Terengganu, położone między miastami Kota Bharu i Kuala Terengganu.